# Zbigniew Brzezinski
Zbigniew Kazimierz Brzezinski (Varšava, 28. ožujka 1928. — Falls Church, Virginia, 26. svibnja 2017.) bio je poljsko-američki političar, diplomat i geostrateg, koji je služio kao savjetnik za nacionalnu sigurnost Sjedinjenih Američkih Država od 1977. do 1981. godine u vladi američkog predsjednika Jimmyja Cartera.
Potječe iz poljske plemićke obitelji, koja vuče porijeklo iz galicijskog grada Berezhany, po kojem je i nastalo njegovo prezime. Njegov otac Tadeusz Brzezinski bio je poljski diplomat u Njemačkoj, Sovjetskom Savezu i Kanadi. Nakon Drugog svjetskog rata, nastavili su živjeti u Kanadi. Studirao je na kanadskom Sveučilištu McGill i američkom Harvardu. Predavao je na Harvardu i Sveučilištu Columbia. Zanimao se za Istočnu Europu i predvidio raspad komunizma i raspad SSSR-a. Sudjelovao je u predsjedničkim kampanjama Johna F. Kennedyja i Lyndona B. Johnsona. Zalagao se za Vijetnamski rat.
Glavni vanjskopolitički događaji tijekom njegovog mandata, u kojima je aktivno sudjelovao, su: normalizacija odnosa s Narodnom Republikom Kinom, potpisivanje Sporazuma o ograničavanju strateškog naoružanja, sporazum iz Camp Davida, tranzicija Irana od saveznika SAD-a u antizapadnu Islamsku Republiku, ohrabrivanje disidenata iz Istočne Europe i pitanja ljudskih prava s ciljem smanjivanja utjecaja SSSR-a., financiranje i naoružavanje mudžahedina u Afganistanu kao odgovor na invaziju SSSR-a na Afganistan, i potpisivanje Sporazuma Torihos-Carter kojim se Panami vraća kontrola nad Panamskim kanalom poslije 1999. godine.
Bio je profesor na Sveučilištu Johns Hopkins i član različitih odbora. Pojavljivao se često na televiziji kao stručnjak za vanjskopolitička pitanja.